# کالب دیویس
کال دیویس (Caleb Davis)‏ (۲۵ اکتبر ۱۷۳۸–۶ ژوئیه ۱۷۹۷)، تاجر، انقلابی وطن‌پرست و خدمتکار عمومی در بوستون ماساچوست بود. او چندین موقعیت در مؤسسات عمومی شامل قانونگذاری ایالتی (۱۷۷۶–۱۷۸۸)، سخنگوی دادگاه عمومی ماساچوست (۱۷۸۰–۱۷۸۲)‏ و گزینشگر شهرستان سافک ماساچوست در اولین انتخابات ریاست جمهوری ایالات متحده در ۱۷۸۹ میلادی داشت.

## زندگی‌نامه

### روزهای مستعمراتی
دیویس در ۱۷۳۸ میلادی در وودستاک کنتیکت بدنیا آمد. او فرزند جاشوا دیویس و سارا پیرپونت بود. هم‌نیاهای او شامل آماسا دیویس، جاشوا دیویس و رابرت دیویس بودند. دیویس و خانواده‌اش در ۱۰ سالگی به راکسبری نقل مکان نمودند.
دیویس وقتی بالغ شد درآمد خود را به عنوان یک تاجر کسب نمود. او در بوستون یک مغازه داشت. «در ۱۷۵۹ میلادی شریک عمویش رابرت پیرپونت در یک تجارت خرده‌فروشی و خواربار فروشی بود، به مدت کوتاهی پس از آن مغازه‌ای برای خودش دایر کرد. … خریدهای قابل توجه عرق نیشکر از توماس آموری و سایرین ذکر شده‌است.» حدود ۱۷۶۰ میلادی با هانا راگلز ازدواج کرد (مرگ در حدود ۱۷۷۳ میلادی). دیویس خادم کلیسای خیابان هولیس در حدود ۱۷۶۹ تا ۱۷۹۷ میلادی بود.

### عصر انقلابی
دیویس در سازمان «پسران آزادی» شرکت جست. «[دیویس] عضو یکی از کمیته‌های مکاتبات بوستون بود». در ۱۷۷۴ میلادی، او به سرپرستی «کمیته ۶۳ نفری … که توافقات و انجمن کنگره قاره‌ای مؤخر محترم را در شهرک بوستون اجرایی کند.»
در آوریل ۱۷۷۵ میلادی، دیویس و پاول ریویر به بنجامین چرچ در رابطه با وفاداری پنهانی به بریانیان مظنون شد. ریویر می‌نویسد:
من نزد یکی از خادمان صلیبی کلیسا، کالب دیویس آمدم؛ ما وارد گفت و گو در رابطه با او [یعنی بنجامین چرچ] شدیم؛ او به من گفت، آن روز صبح که چرچ به سمت بوستون رفت، او (دیویس) یک بیلت برای توماس گیج دریافت کرد (او در آن زمان نمی‌دانست که چرچ در شهرک است) -هنگامی که به خانه سرتیپ رفتیم، به او گفته شده بود که کسی نمی‌تواند با سرتیپ صحبت کند و این که او در جلسه خصوصی با یک اصیل‌زاده قرار دارد و این که به مدت نیم ساعت صبر کرده‌است. -هنگامی که سرتیپ گیج و دکتر چرچ از اتاق بیرون آمدند، در حالی که با هم در حال گفت و گو بودند، همانند افرادی که مدت زیادی با هم آشنایی دارند رفتار می‌کردند. به نظر می‌رسید که از دیدن خادم کلیسا دیویس در آنجا کاملاً غافلگیر شده باشد و این که (چرچ) به جایی رفته بود که خوشحالش می‌کرد، در حالی که در بوستون تنها یک سرگرد به نام کین که یکی از دستیاران گیگ نیز به همراه او رفت.
دیویس در ۱۷۷۶ میلادی در «کمیته بازرسی بوستون، مکاتبه و امنیت خدمت کرد. چند ماه بعد او به دلیل انتخابش جهت نمایندگی از شهرستان سافولک در دادگاه عمومی، برای خدمات بیشتر در این کمیته سلب صلاحیت شد. او به عنوان نماینده از ۱۷۷۶ تا ۱۷۸۱ میلادی خدمت کرد و در اکتبر ۱۷۸۰ میلادی به عنوان سخنگو انتخاب شد. در انتخابات ۱۷۷۹ تا ۱۷۸۰ میلادی او و جان هنکاک هرکدام بالاترین تعداد آرا، ۴۳۱ را دریافت نمودند. … در ۱۷۸۳ میلادی او مجدداً برای دادگاه عمومی انتخاب شد، هم نماینده و هم سناتور، اما کرسی نمایندگی را ترجیح داد. او به صورت سالیانه مجدداً انتخاب شد و در ۱۷۸۸ میلادی انصراف داد. از فوریه ۱۷۸۱ میلادی تا ژانویه ۱۷۸۳ میلادی عامل ایالتی بود.».

### سالهای اولیه جمهوری
«طی بخشی از انقلاب و بعد از آن، او تاجر و صاحب کشتی در محدودهٔ خط ساحلی، هند غربی و تجارت اروپا بود. بعد از [۱۷۸۷] … او در مدیریت تصفیه شکر فعال بود.» «هدایت بوستون» در ۱۷۹۶ میلادی دیویس را به عنوان «تصفیه‌گر شکر» فهرست می‌کند. «بعد از صلح در ۱۷۸۳ میلادی، ارتباطات تجاری جدیدی جست و جو شده و عملیات کالب دیویس به‌طور وسیعی گسترش یافتند. در دهه‌های ۱۷۸۰ و ۱۷۹۰ میلادی او با این مناطق تجارت نمود: مالاگا، لیسبون، کادیس، آمستردام و روتردام، نانتس و بوردکس، گلاسگو، لندن، لیورپول، بریستول و نوری و سنت پترزبورگ، … هند غربی و ایالات جنوبی».
در ۱۷۸۳ میلادی، دیویس با «ماری آن لویس بانت» (مرگ در ۱۷۸۷ میلادی) ازدواج کرد. در ۱۷۸۶ میلادی، او به سازمان «شرکت توپخانه‌ای باستانی و افتخارآمیز» پیوست؛ برادرانش آماسا و رابرت همان سال پیوستند. در ۳ سپتامبر ۱۷۸۷ میلادی، دیویس که دوبار بیوه شده بود با «الینور چیور» ازدواج کرد. فرزندانشان شامل «الیزا چیور دیویس» می‌شدند.
او رأی «آری» را در معاهده ماساچوست به صندوق انداخت که قانون اساسی ایالات متحده را در ۶ فوریه ۱۷۸۸ میلادی تصویب نمود. «او گزینشگر ریاست جمهوری برای سافولک برای اولین انتخابات ریاست جمهوری در ۱۷۸۹ میلادی بود. او رئیس کمیته سه بود و سایر اعضا نیز ویلیام اوستیس و استیفن هیگینسون بودند که قرار بود به بهترین طریق بیان احترامات شهرک به رئیس‌جمهور جرج واشینگتن را در ملاقات پیشنهادی در نظر گرفته و گزارش بدهند. همچنین عضوی از کمیته سی نفره بوستون جهت ترتیب ملاقات با ژنرال واشینگتن بود.» دیویس در ۱۷۹۳ میلادی هدایتگر اولین بانک ایالات متحده، شعبه بوستون شد.
در ۱۷۹۲ میلادی شرکتی به اسم «گریگوری تی» تشکیل شد تا پلی را به بندرگاه کمبریج روی رودخانه چارلز بسازد. این پلی بود که بعدها به اسم پل غربی بوستون نامیده شد که مکان پل لانگفلویی است که امروزه نیز وجود دارد. برخی از سهامداران اصلی شامل این افراد بودند: مانگو مکی، فرنسیس دانا، اولیور وندل، جیمز سالیوان، هنری جکسون، ویلیام وتمور، هریسون گری اوتیس، پرز مورتون، ساموئل پارکمن، چارلز بولفینچ، جوزف بلیک، هنری پرنتیس، جان دربی، کالب دیویس، جان وینتروپ و جون آوستین. این پل در نوامبر ۱۷۹۳ میلادی گشوده شد.
دیویس در ۶ ژوئیه ۱۷۹۷ میلادی فوت کرد و در زمین خاکسپاری مرکزی در کومون بوستون به خاک سپرده شد.